# Sardegna Semidano passito
Il Sardegna Semidano passito è un vino DOC la cui produzione è consentita nell'intero territorio della Regione Autonoma della Sardegna.
La denominazione d'origine controllata “Sardegna Semidano” può essere accompagnata dalla sottozona "Mogoro" a condizione che il vino così designato provenga dalla rispettiva zona di produzione che risponde ai particolari requisiti previsti dal presente disciplinare di produzione. La zona di produzione del vino a denominazione d'origine controllata “Sardegna Semidano” designato con la sottozona "Mogoro", comprende l'intero territorio dei comuni di Baressa, Gonnoscodina, Gonnostramatza, Masullas, Mogoro, Pompu, Simala, Siris e Uras in provincia di Oristano e Collinas, Sardara e Villanovaforru in provincia del Medio Campidano.

## Caratteristiche organolettiche
- colore: giallo oro
- odore: intenso, etereo, di frutta matura
- sapore: dolce, pieno, mielato

## Produzione
Provincia, stagione, volume in ettolitri
- nessun dato disponibile